# Marca Futsal 2012-2013
Questa pagina raccoglie i dati riguardanti la Marca Futsal, squadra di calcio a 5 militante in serie A, nelle competizioni ufficiali della stagione 2012-2013.

## Stagione
Il mercato estivo si apre con l'acquisto di Guilherme Kuromoto per sostituire Alexandre Feller ritornato definitivamente in Brasile per assistere la moglie affetta da una grave malattia (culminata nel decesso avvenuto il 21 agosto 2012). La presentazione ufficiale della squadra è avvenuta il 13 settembre al PalaMazzalovo. Il 14 settembre 2012, con un comunicato sul suo sito ufficiale, la Marca annuncia che il tecnico Tiago Polido ha rassegnato le dimissioni. Nella stessa giornata viene comunicato che il nuovo allenatore della prima squadra sarà Sylvio Rocha che ricopriva la carica di direttore sportivo. Il 5 gennaio 2013, la Marca acciuffa in extremis un pareggio con la capolista Asti, e il giorno seguente l'allenatore Sylvio Rocha viene esonerato. A subentrargli è lo spagnolo Julio Fernández Correa.

## Maglie e sponsor
Il Partner tecnico per la stagione 2012-2013 è Joma, mentre lo sponsor ufficiale è il Gruppo Hidrax, azienda specializzata in raccordi idraulici.
| casa | Trasferta | 3ª maglia | 1ª portiere | 2ª portiere |

## Organigramma societario
- Presidente: Massimo Bello
- Presidente Onorario: Paolo Foscarin
- Segretaria: Pamela Sartor
- Affari Legali: Avv. Antonio Mezzomo
- Addetta Stampa: Pamela Sartor
- Responsabile Logistica: Franco Bertolo
- Responsabile Marketing e Comunicazione: Stefano Ali
- Dir. Responsabile 1 Squadra: Sebastiano Menapace
- Allenatore 1 Squadra: Julio Fernández
- Preparatore Atletico: Lorenzo Riela
- Fisioterapista: Novella Gatto
- Massaggiatore: Franco Stradiotto
- Medico: Dott. Giorgio Girardi
- Responsabile Settore Giovanile: Leonardo Calmonte
- Allenatore Under 21: Sylvio Rocha

## Calciomercato

### Sessione estiva
| Borja Blanco       | Segovia          |
| Filipe Follador    | Canottieri Lazio |
| Marco Ercolessi    | Venezia          |
| Chimanguinho       | Venezia          |
| Guilherme Kuromoto | Real Rieti       |
| Bebetinho          | Montecchio       |

| Adriano Foglia   | Lazio      |
| Papú             | Real Rieti |
| Massimo De Luca  | Pescara    |
| Carlos Chilavert | ritirato   |
| Jeffe            | Kaos       |
| Alexandre Feller | ritirato   |

### Sessione invernale
| Arrivi | Arrivi | Arrivi | Arrivi |
| Nome   | da     |        |        |
| ------ | ------ | ------ | ------ |

| Partenze | Partenze | Partenze | Partenze |
| Nome     | a        |          |          |
| -------- | -------- | -------- | -------- |

## Organico

### Prima squadra
| N° | Naz.                                   | Ruolo | Sportivo           | Anno     |  |  |
| -- | -------------------------------------- | ----- | ------------------ | -------- |  |  |
| 12 | Italia (bandiera) · Brasile (bandiera) | POR   | Guilherme Kuromoto | 16.05.86 |  |  |
| 1  | Italia (bandiera) · Brasile (bandiera) | POR   | Gabriel Miraglia   | 02.07.87 |  |  |
| 18 | Italia (bandiera)                      | DIF   | Leonardo Calmonte  | 01.07.80 |  |  |
| 2  | Italia (bandiera)                      | DIF   | Marco Ercolessi    | 15.05.86 |  |  |
| 14 | Italia (bandiera) · Brasile (bandiera) | DIF   | Patrick Nora       | 16.05.79 |  |  |
| 15 | Italia (bandiera) · Brasile (bandiera) | UNI   | Edgar Bertoni      | 24.07.81 |  |  |
| 6  | Argentina (bandiera)                   | UNI   | Fernando Wilhelm   | 05.04.82 |  |  |
| 11 | Brasile (bandiera)                     | LAT   | Bebetinho          | 30.07.87 |  |  |
| 3  | Spagna (bandiera)                      | LAT   | Borja Blanco       | 16.11.84 |  |  |
| 8  | Italia (bandiera) · Brasile (bandiera) | LAT   | Vinícius Duarte    | 13.12.82 |  |  |
| 5  | Italia (bandiera) · Brasile (bandiera) | LAT   | Filipe Follador    | 29.07.88 |  |  |
| 20 | Italia (bandiera) · Brasile (bandiera) | LAT   | Jonas Pinto Junior | 24.05.84 |  |  |
| 7  | Italia (bandiera) · Brasile (bandiera) | PIV   | Chimanguinho       | 08.03.86 |  |  |

### Under-21
| N° | Naz.              | Ruolo | Sportivo           | Anno     |  |  |
| -- | ----------------- | ----- | ------------------ | -------- |  |  |
| 22 | Italia (bandiera) | POR   | Lorenzo Bello      | 21.06.96 |  |  |
|    | Italia (bandiera) | POR   | Giobatta Bianchini | 05.05.94 |  |  |
| 4  | Italia (bandiera) | LAT   | Marco Caverzan     | 11.08.94 |  |  |
| 9  | Italia (bandiera) | LAT   | Loris Di Guida     | 19.04.96 |  |  |
|    | Italia (bandiera) | LAT   | Davide Prosdocimi  | 15.12.93 |  |  |
|    | Italia (bandiera) | LAT   | Manuel Cavallin    | 16.08.95 |  |  |
| -  | Italia (bandiera) | LAT   | Andrea Zonta       | 14.10.91 |  |  |
|    | Italia (bandiera) | PIV   | Nicola De Zen      | 29.11.93 |  |  |

## Risultati

### Serie A

#### Girone di andata
| Arbitri: | Giacomo De Varti (Foggia) Gennaro Luca De Falco (Catanzaro) |
| Crono:   | Manuela Di Fabbi (Sulmona)                                  |

|                                                                      |           |                                                               |
| Daví 1'17’’ Morgado 4'54’’ Nicolodi 11'35’’, 32'19’’ Fornari 34'28’’ | Marcatori | 4'25’’ Ercolessi 27'45’’ Nora 32'52’’ Follador 34'56’’ Duarte |

| Arbitri: | Alessandro Malfer (Rovereto) Luca Rutigliano (Bari) |
| Crono:   | Nicola Salvalaggio (Castelfranco Veneto)            |

|                                 |           |                                                  |
| Blanco 19'10’’ Follador 28'15’’ | Marcatori | 29'35’’ André Ferreira 37'02’’ (rig.) Scandolara |

| Arbitri: | Nicola Gisondi (Molfetta) Damiano Calaprice (Bari) |
| Crono:   | Marco Messina (Vasto)                              |

|                                         |           |                                    |
| Zanchetta 29'12’’ Héctor 39'36’’ (rig.) | Marcatori | 6’ Duarte 9'57’’ Wilhelm 38’ Jonas |

| Arbitri: | Nicola Manzione (Salerno) Giuseppe Di Gregorio (Enna) Luca Bizzotto (Castelfranco Veneto) |
| Crono:   | Giulio Colombin (Bassano del Grappa)                                                      |

|                                |           |                                          |
| Ercolessi 15'37’’ Nora 26'14’’ | Marcatori | 34'01’’ (aut.) Jonas 39'01’’ (rig.) Saúl |

| Arbitri: | Mario Filippini (Roma 1) Davide Aresu (Cagliari) |
| Crono:   | Ruggiero Chiariello (Barletta)                   |

|                                 |           |                                                     |
| Detomaso 6'13’’ Rotondo 32'06’’ | Marcatori | 13'32’’ Nora 37'36’’, 39'10’’ Wilhelm 38'09’’Duarte |

| Arbitri: | Andrea Giada (Mestre) Enrico Zago (Este) |
| Crono:   | Biagio Carbone (Mestre)                  |

|                                                                              |           |                |
| Blanco 28'00’’, 38'21’’ Wilhelm 30'32’’ Duarte 31'34’’ Nora 38'03’’, 39'01’’ | Marcatori | 33'03’’ Fedele |

| Arbitri: | Vincenzo Giannantonio (Campobasso) Andrea Sabatini (Bologna) |
| Crono:   | Pietro Coluzzi (Roma 1)                                      |

|                        |           |                                                      |
| Jubanski 8'04’’ (rig.) | Marcatori | 4'24’’ Duarte 19'52’’, 31'39’’ Bertoni 30'26’’ Jonas |

| Arbitri: | Gianantonio Leonforte (Vicenza) Biagio Carbone (Mestre) |
| Crono:   | Luca Bizzotto (Castelfranco Veneto)                     |

|              |           |                                                                       |
| Jonas 3'17’’ | Marcatori | 6'39’’, 18'39’’ Rogério 32'23’’ Abdala 37'33’’ Merlim 39'00’’ Honorio |

| Arbitri: | Francesco Barbera (Cosenza) Francesco Peroni (Città di Castello) Giancarlo Lombardi (Roma 1) |
| Crono:   | Daniele Fratangeli (Frosinone)                                                               |

|                                                                |           |             |
| Bacaro 5'02’’ Ippoliti 26'43’’ Tostao 29'56’’ J. Salas 37'36’’ | Marcatori | 9'00’’ Nora |

| Arbitri: | Gianmichele Frasconi (Olbia) Domenico Daidone (Trapani) |
| Crono:   | Enrico De Poli (Mestre)                                 |

|                                                                 |           |                                                           |
| Duarte 2'01’’ Nora 31'06’’ (rig.) Jonas 36'00’’ Bertoni 39'33’’ | Marcatori | 7'44’’ Calderolli 18'34’’ Júnior 33'50’’ (t.l.) Cuzzolino |

| Arbitri: | Francesco Bertini (Empoli) Gianfranco Di Padova (Termoli) |
| Crono:   | Giovanni Beneduce (Nola)                                  |

| |           |                                                    |
| Sartori 13'54’’, 19'12’’ (t.l.) Guerra 25'45’’ Garcia Pereira 29'55’’ Campano 32'58’’, 39'51’’ Emer 33'18’’ | Marcatori | 13'33’’, 37'44’’ Jonas 35'20’’ Blanco 38'00’’ Nora |

| Arbitri: | Francesco Cirillo (Rovereto) Ettore Quarti (Imperia) |
| Crono:   | Lisa Cherubin (Bassano del Grappa)                   |

|                                           |           |                                          |
| Blanco 4'01’’ Nora 24'56’’ Duarte 39'50’’ | Marcatori | 14'34’’, 19'10’’ Patias 21'25’’ Cavinato |

| Arbitri: | Francesco Massini (Roma 1) Gennaro Luca De Falco (Catanzaro) Roberto Astolfi (Rovigo) |
| Crono:   | Biagio Carbone (Mestre)                                                               |

|  |           |                                                                     |
|  | Marcatori | 5'09’’ Duarte 13'12’’, 39'28’’ Wilhelm 27'49’’ Jonas 38'44’’ Blanco |

#### Girone di ritorno
| Arbitri: | Mario Filippini (Roma 1) Fabio Gelonese (Milano) Francesco Scarpelli (Padova) |
| Crono:   | Alberto Vantini (Verona)                                                      |

|                                                                              |           |                                                      |
| Blanco 9'48’’ (t.l.), 30'27’’ Bertoni 31'54’’, 37'39’’ Duarte 36'04’’ (t.l.) | Marcatori | 10'42’’, 35'51’’ Nicolodi 25'40’’, 37'57’’ Canabarro |

| Ferrara 22 gennaio 2013, ore 20:00 CET 15ª giornata | Kaos                                                     | 0 – 0 (0-0) referto | Marca | PalaBoschetto\| Arbitri: \| Pasquale Casale (Firenze) Arnaldo Ciciarello (Catanzaro) \| \| Crono: \| Nicola Zanna (Ferrara) \| |
| Arbitri:                                            | Pasquale Casale (Firenze) Arnaldo Ciciarello (Catanzaro) |                     |       | |
| Crono:                                              | Nicola Zanna (Ferrara)                                   |                     |       | |

| Arbitri: | Angelo Galante (Ancona) Vincenzo Giannantonio (Campobasso) |
| Crono:   | Simonetta Romanello (Padova)                               |

|                                                              |           |                                |
| Duarte 7'36’’, 34'51’’ Jonas 18'00’’, 23'06’’ Blanco 33'01’’ | Marcatori | 29'01’’ Héctor 37'37’’ Caetano |

| Arbitri: | Davide Aresu (Cagliari) Antonio Di Vito (Ariano Irpino) |
| Crono:   | Daniele Fratangeli (Frosinone)                          |

|                                                                 |           |                   |
| Rescia 14'46’’ Maurício 22'31’’, 37'42’’ Bertoni 30'36’’ (aut.) | Marcatori | 32'54’’ Ercolessi |

| Arbitri: | Giuseppe Di Gregorio (Enna) Antonio Pavese (Potenza) |
| Crono:   | Emanuele Pino Frangione (Bernalda)                   |

| |           |                                    |
| Duarte 1'21’’, 14'45’’ Blanco 7'29’’, 16'50’’ Bertoni 7'34’’ Bebetinho 17'45’’, 25'00’’, 32'01’’ Behluli 24'01’’, 39'57’’ | Marcatori | 4'01’’ Manghisi 39'00’’ Pagliarulo |

| Arbitri: | Alessandro Malfer (Rovereto) Andrea Bagnariol (Pordenone) Francesco Cirillo (Rovereto) |
| Crono:   | Stefano Hager (Trieste)                                                                |

|                |           |                                                                        |
| Peruzzi 8'47’’ | Marcatori | 6'36’’ Duarte 11'07’’, 38'02’’ Bertoni 27'07’’ Ercolessi 30'31’’ Jonas |

| Arbitri: | Damiano Calaprice (Bari) Luca Rutigliano (Bari) |
| Crono:   | Nicola Salvalaggio (Castelfranco Veneto)        |

|                                                              |           |                                                       |
| Bertoni 2'01’’, 35'00’’ Blanco 13'00’’, 35'55’’ Nora 25'01’’ | Marcatori | 35'15’’ Giustozzi 36'00’’ Mocellin 38'02’’ Marcelinho |

| Arbitri: | Tito Stampacchia (Modena) Francesco Novellino (Potenza) Enrico De Poli (Mestre) |
| Crono:   | Nicola Salvalaggio (Castelfranco Veneto)                                        |

|                                                 |           |                                                  |
| Bertoni 04'01’’ (aut.) Honorio 08'47’’, 23'32’’ | Marcatori | 02'34’’ Duarte 11'44’’ Chimanguinho 19'39’’ Nora |

| Arbitri: | Nicola Manzione (Salerno) Angelo Galante (Ancona) |
| Crono:   | Francesco Scarpelli (Padova)                      |

|                              |           |                                        |
| Bertoni 14'00’’ Nora 17'35’’ | Marcatori | 33'21’’ (t.l.) Ippoliti 38'33’’ Bacaro |

| Arbitri: | Leonardo Balli (Prato) Alessandro Merenda (Reggio Calabria) Marco Messina (Vasto) |
| Crono:   | Laura De Amicis (Avezzano)                                                        |

|                                                         |           |                                         |
| Bocão 23'51’’, 25'30’’ Di Pietro 28'03’’ Burato 30'44’’ | Marcatori | 17'25’’ Bertoni 32'21’’, 37'09’’ Blanco |

| Arbitri: | Arnaldo Ciciarello (Catanzaro) Pasquale Casale (Firenze) |
| Crono:   | Enrico De Poli (Mestre)                                  |

| |           |                                |
| Bertoni 5'45’’ Blanco 5'47’’, 11'00’’, 22'01’’ Ercolessi 19'00’’ Nora 25'05’’, 25'57’’ Jonas 32'01’’ Chimanguinho 38'52’’ | Marcatori | 28'00’’ Sartori 36'30’’ Melise |

| Arbitri: | Giovanni D’Oria (Bari) Damiano Calaprice (Bari) |
| Crono:   | Francesco Marinaro (Pinerolo)                   |

|                                  |           |              |
| Marquinho 30'22’’ Patias 34'34’’ | Marcatori | 26'21’’ Nora |

| Arbitri: | Walter Mameli (Cagliari) Mario Filippini (Roma 1) |
| Crono:   | Nicola Salvalaggio (Castelfranco Veneto)          |

|                                                                                            |           |  |
| Nora 4'00’’ Ercolessi 6'44’’ Wilhelm 8'20’’ Follador 24'00’’ Chimanguinho 27'46’’, 36'00’’ | Marcatori |  |

### Play-off

#### Quarti

##### Gara 1
| Arbitri: | Gennaro Luca De Falco (Catanzaro) Gianmichele Frasconi (Olbia) Nicola Zanna (Ferrara) |
| Crono:   | Emanuele Pino Frangione (Bernalda)                                                    |

|                                                |           |                                |
| Ercolessi 13'29’’ Wilhelm 19'22’’ Nora 32'45’’ | Marcatori | 34'42’’ Maurício 37'52’’ Crema |

##### Gara 2
| Arbitri: | Francesco Novellino (Potenza) Davide Aresu (Cagliari) Leonardo Gaetani (Pescara) |
| Crono:   | Nicola Raimondi (Battipaglia)                                                    |

|                                  |           |                                                                |
| Éverton 14'45’’ Maurício 19'20’’ | Marcatori | 20'25’ Bertoni 29'49’’ (aut.) Saúl 38'58’’ Nora 39'04’’ Blanco |

#### Semifinali

##### Gara 1
| Arbitri: | Domenico Daidone (Trapani) Francesca Muccardo (Roma 1) Alessandro Maggiore (Bologna) |
| Crono:   | Stefano Mezzadri(Parma)                                                              |

|                               |           |                               |
| Duarte 6'09’’ Bertoni 31'00’’ | Marcatori | 6'33’’ Patias 39'06’’ Fortino |

##### Gara 2
| Arbitri: | Francesco Massini (Roma 1) Mauro Albertini (Ascoli Piceno) Gaudenzio Raffaelli (Terni) |
| Crono:   | Ettore Quarti (Imperia)                                                                |

|                                |           |                                                 |
| Fortino 27'56’’ Patias 38'41’’ | Marcatori | 10'10’’ Bertoni 11'13’’ Duarte 34'51’’ Follador |

#### Finali

##### Gara 1
| Arbitri: | Marco Vocca (Battipaglia) Nicola Manzione (Salerno) Biagio Carbone (Mestre) |
| Crono:   | Enrico De Poli (Mestre)                                                     |

|                                      |           |                                            |
| Merlim 18'34’’ Blanco 30'23’’ (aut.) | Marcatori | 15'54’’ Bertoni 24'34’’ Jonas 33'05’’ Nora |

##### Gara 2
| Arbitri: | Arnaldo Ciciarello (Catanzaro) Alessandro Merenda (Reggio Calabria) Francesco Cirillo (Rovereto) |
| Crono:   | Daniele Di Resta (Roma 2)                                                                        |

|                                                                     |           |                                       |
| Blanco 1'30’’ Jonas 9'10’’ Duarte 15'55’’, 25'00’’ Follador 38'38’’ | Marcatori | 1'40’’, 26'44’’ Canal 21'41’’ Rogério |

##### Gara 3
| Arbitri: | Angelo Galante (Ancona) Filippo Ragalà (Bologna) Leonardo Balli (Prato) |
| Crono:   | Alessandro Rafaeli (Jesi)                                               |

|                                                 |           |                              |
| Jonas 17'19’’, 38'13’’ (rig.) Ercolessi 19'26’’ | Marcatori | 16'33’’ Caputo 17'59’’ Canal |

### Coppa Italia

#### Quarti
| Arbitri: | Gianmichele Frasconi (Olbia) Vincenzo Giannantonio (Campobasso) Antonio Gallo (Torre Annunziata) |
| Crono:   | Rosario La Cerra (Battipaglia)                                                                   |

| |                        | |
| Zanchetta 9'15’’ Chaguinha 12'52’’ Murilo 16'45’’ Héctor 30'13’’                                                            | Marcatori              | 10'14’’ Jonas 23'08’’ (aut.) Zaramello 28'43’’, 33'17’’ Duarte                                                 |
| Chaguinha Zanchetta Héctor Silveira Delpizzo Murilo Schmitt Ficili Zaramello Giansante Di Matteo Chaguinha Zanchetta Héctor | Tiri di rigore 11 – 12 | Bertoni Jonas Blanco Nora Duarte Ercolessi Chimanguinho Follador Kuromoto Caverzan De Zen Bertoni Jonas Blanco |

#### Semifinali
| Arbitri: | Angelo Galante (Ancona) Nicola Manzione (Salerno) Gianluca Mastri (Jesi) |
| Crono:   | Andrea Bagnariol (Pordenone)                                             |

| |           |  |
| Rescia 14'10’’, 18'59’’ Maurício 15'50’’ Paulinho 26'31’’ Saúl 31'38’’ Giasson 37'53’’ De Bella 38'46’’ | Marcatori |  |

## Statistiche

### Statistiche di squadra
| Competizione | Punti | In casa | In casa | In casa | In casa | In trasferta | In trasferta | In trasferta | In trasferta | Totale | Totale | Totale | Totale | Totale | Totale |
| Competizione | Punti | G       | V       | N       | P       | G            | V            | N            | P            | G      | V      | N      | P      | Gf     | Gs     |
| ------------ | ----- | ------- | ------- | ------- | ------- | ------------ | ------------ | ------------ | ------------ | ------ | ------ | ------ | ------ | ------ | ------ |
| Campionato   | 45    | 13      | 8       | 4       | 1       | 13           | 5            | 2            | 6            | 26     | 13     | 6      | 7      | 97     | 66     |
| Play-off     | -     | 4       | 3       | 1       | 0       | 3            | 3            | 0            | 0            | 7      | 6      | 1      | 0      | 23     | 15     |
| Coppa Italia | -     | -       | -       | -       | -       | -            | -            | -            | -            | 2      | 0      | 1      | 1      | 4      | 11     |
| Totale       | 45    | 17      | 11      | 5       | 1       | 16           | 8            | 2            | 6            | 35     | 19     | 8      | 8      | 124    | 92     |

### Statistiche dei giocatori
| Giocatore           | Campionato | Campionato | Campionato | Campionato | Coppa Italia | Coppa Italia | Coppa Italia | Coppa Italia | Play-off | Play-off | Play-off | Play-off | Totale | Totale  | Totale | Totale |
| Giocatore           | Pres       |            |            |            | Pres         |              |              |              | Pres     |          |          |          | Pres   |         |        |        |
| ------------------- | ---------- | ---------- | ---------- | ---------- | ------------ | ------------ | ------------ | ------------ | -------- | -------- | -------- | -------- | ------ | ------- | ------ | ------ |
| Bebetinho           | 18         | 3          | 2          | 0          | -            | -            | -            | -            | -        | -        | -        | -        | 18     | 3       | 2      | 0      |
| Edgar Bertoni       | 21         | 13         | 4          | 1          | 2            | 0            | 1            | 0            | 7        | 4        | 2        | 0        | 29     | 17      | 7      | 1      |
| Vinícius Duarte     | 20         | 15 / -2    | 8          | 1          | 2            | 2            | 0            | 0            | 7        | 4        | 4        | 0        | 29     | 21 / -2 | 12     | 1      |
| Marco Ercolessi     | 25         | 6          | 4          | 0          | 2            | 0            | 1            | 0            | 7        | 2        | 0        | 0        | 34     | 8       | 5      | 0      |
| Filipe Follador     | 18         | 3          | 1          | 0          | 2            | 0            | 0            | 0            | 7        | 2        | 0        | 0        | 26     | 5       | 1      | 0      |
| Gabriel Miraglia    | 18         | -26        | 1          | 0          | 1            | -7           | 0            | 0            | 7        | -15      | 1        | 0        | 26     | -48     | 2      | 0      |
| Patrick Nora        | 17         | 15 / -3    | 5          | 0          | 2            | 0            | 0            | 0            | 7        | 3        | 2        | 0        | 26     | 19 / -3 | 7      | 1      |
| Jonas Pinto Junior  | 22         | 11         | 5          | 0          | 2            | 1            | 1            | 0            | 7        | 4        | 3        | 0        | 31     | 16      | 9      | 0      |
| Borja Blanco        | 23         | 18         | 4          | 0          | 2            | 0            | 0            | 0            | 7        | 2        | 0        | 0        | 32     | 20      | 4      | 0      |
| Fernando Wilhelm    | 13         | 7 / -3     | 7          | 0          | -            | -            | -            | -            | 4        | 1        | 2        | 0        | 17     | 8 / -3  | 9      | 0      |
| Marco Caverzan      | 23         | 0          | 0          | 0          | 2            | 0            | 0            | 0            | 7        | 0        | 0        | 0        | 32     | 0       | 0      | 0      |
| Guilherme Kuromoto  | 22         | -31        | 4          | 0          | 1            | -4           | 0            | 0            | -        | -        | -        | -        | 23     | -35     | 4      | 0      |
| Chimanguinho        | 7          | 4          | 1          | 0          | 2            | 0            | 2            | 0            | 3        | 0        | 1        | 0        | 12     | 4       | 5      | 0      |
| Christian Querin    | 6          | 0          | 0          | 0          | -            | -            | -            | -            | -        | -        | -        | -        | 6      | 0       | 0      | 0      |
| Loris Di Guida      | 9          | 0          | 0          | 0          | -            | -            | -            | -            | -        | -        | -        | -        | 9      | 0       | 0      | 0      |
| Giobatta Bianchini  | 12         | 0          | 0          | 0          | -            | -            | -            | -            | 6        | 0        | 0        | 0        | 18     | 0       | 0      | 0      |
| Erzon Behluli       | 3          | 2          | 0          | 0          | -            | -            | -            | -            | -        | -        | -        | -        | 3      | 2       | 0      | 0      |
| Andrea Zonta        | 3          | 0          | 0          | 0          | -            | -            | -            | -            | -        | -        | -        | -        | 3      | 0       | 0      | 0      |
| Manuel Cavallin     | 5          | 0          | 0          | 0          | 2            | 0            | 0            | 0            | 5        | 0        | 0        | 0        | 12     | 0       | 0      | 0      |
| Nicola De Zen       | 4          | 0          | 0          | 0          | 2            | 0            | 0            | 0            | -        | -        | -        | -        | 6      | 0       | 0      | 0      |
| Davide Prosdocimi   | 5          | -1         | 0          | 0          | -            | -            | -            | -            | -        | -        | -        | -        | 5      | -1      | 0      | 0      |
| Alessandro Santi    | 2          | 0          | 0          | 0          | -            | -            | -            | -            | -        | -        | -        | -        | 2      | 0       | 0      | 0      |
| Lorenzo Bello       | 2          | 0          | 0          | 0          | -            | -            | -            | -            | -        | -        | -        | -        | 2      | 0       | 0      | 0      |
| Mohamed El Haddadi  | 2          | 0          | 0          | 0          | -            | -            | -            | -            | -        | -        | -        | -        | 2      | 0       | 0      | 0      |
| Amin El Hamoudi     | 2          | 0          | 0          | 0          | -            | -            | -            | -            | 1        | 0        | 0        | 0        | 3      | 0       | 0      | 0      |
| Giacomo Esposito    | 2          | 0          | 0          | 0          | -            | -            | -            | -            | 1        | 0        | 0        | 0        | 3      | 0       | 0      | 0      |
| Sebastiano Menapace | 1          | 0          | 0          | 0          | -            | -            | -            | -            | 1        | 0        | 0        | 0        | 2      | 0       | 0      | 0      |

## Giovanili

### Organigramma societario
Area direttiva e organizzativa
- Responsabile Settore Giovanile: Leonardo Calmonte
- Allenatore Under 21: Sylvio Rocha
- Allenatore Juniores: Leonardo Calmonte
- Allenatore Pulcini e Piccoli Amici: Mico Pagnan
- Allenatore Allievi: Vittorio Nuvoletta
- Allenatore Pulcini "A": Andrea Rozzato
- Allenatore Pulcini "B": Gianluca Ghirardo con Erzon Behluli e Ivo Visentin
- Allenatore Giovanissimi: Ivo Visentin
- Allenatore Esordienti: Andrea Rozzato
- Dirigente accompagnatore Under 21: Baldassarre Di Guida
- Dirig. accomp. Juniores: Vito Cavallin, Fabrizio Camposilvan
- Dirig. accomp. Allievi: Baldassare Di Guida
- Dirig. accomp. Giovanissimi: Fabrizio Camposilvan
- Dirig. accomp. Attività di base: Domenico Fontana, Fabrizio Camposilvan
- Medico: Dott. Giuseppe Pesce

### Piazzamenti
- Under 21: Trentaduesimi di Finale Play Off
- Juniores: Semifinale Regionale
- Allievi: Campioni Regionali e d'Italia
- Giovanissimi:
- Esordienti:
- Pulcini:
- Piccoli Amici: